# JOHN
『JOHN』（ヂャン）は、LM.Cの7thシングルである。2008年2月20日発売。

## 概要
- hi

## 収録曲
全曲 作詞/作曲/編曲：LM.C
1. JOHN
  - ドラマ 『コインロッカー物語』 エンディングテーマ
2. Tiny Circus